# Adam Męciński
Adam Męciński herbu Poraj (ur. 1740, zm. 1796) – kasztelan spycimierski w latach 1788–1793, starosta bodaczowski, członek konfederacji Sejmu Czteroletniego, konsyliarz konfederacji radomskiej.

## Życiorys
W załączniku do depeszy z 2 października 1767 roku do prezydenta Kolegium Spraw Zagranicznych Imperium Rosyjskiego Nikity Panina, poseł rosyjski Nikołaj Repnin określił go jako posła właściwego dla realizacji rosyjskich planów na sejmie 1767 roku. Był posłem województwa krakowskiego na Sejm Repninowski.
W 1790 roku odznaczony Orderem Orła Białego, w 1784 roku został kawalerem Orderu Świętego Stanisława.